# Symetria z poślizgiem

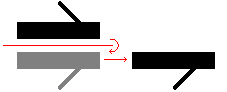
Symetria z poślizgiem jako złożenie

Symetria z poślizgiem – przekształcenie izometryczne płaszczyzny lub przestrzeni, będące dowolnym złożeniem symetrii i przesunięcia.
W węższym znaczeniu przemienne złożenie symetrii i przesunięcia.

Na płaszczyźnie złożenie symetrii osiowej i przesunięcia jest przemienne, jeśli wektor przesunięcia jest równoległy do osi symetrii.
W przestrzeni złożenie symetrii płaszczyznowej i przesunięcia jest przemienne, jeśli wektor przesunięcia jest równoległy do płaszczyzny symetrii.